# Keiō Corporation
Pour les articles homonymes, voir Keiō.
La Keiō Corporation (京王電鉄株式会社, Keiō Dentetsu Kabushiki gaisha) ou simplement Keiō (京王) est une entreprise privée qui exploite des lignes ferroviaires dans l'ouest de Tokyo au Japon. La Keiō fait partie du Groupe Keiō (京王グループ, Keiō Gurūpu) qui exploite notamment des grands magasins que l'on trouve près des gares principales de la compagnie.
Les lignes Keiō relient les banlieues de Chōfu, Fuchū, Hachiōji, Hino, Inagi, Sagamihara, Tama avec Shinjuku et Shibuya.
La compagne gère aussi un réseau d'autobus (Keio Dentetsu Bus) ainsi que le funiculaire Mitake Tozan.
Le nom « Keiō » est une contraction de « Tōkyō-Hachiōji » (東京-八王子).

## Histoire
La Keio Corporation a été officiellement fondée le 1er juin 1948 en prenant la succession d’anciennes compagnies.
Son plus ancien prédécesseur est le Chemin de fer électrique du Japon (日本電気鉄道, Nihon Denki Tetsudō) fondé en 1905. En 1906, la compagnie devient le Chemin de fer électrique de Musashi (武蔵電気鉄道, Musashi Denki Tetsudō) puis en 1910 le Tramway électrique Keiō (京王電気軌道, Keiō Denki Kidō). L’exploitation ferroviaire commence en 1913 entre Sasazuka et Chōfu et en 1923, la ligne principale (aujourd’hui ligne Keiō) entre Shinjuku et Hachiōji est achevée.
En 1933, le Chemin de fer électrique Teito (帝都電鉄, Teito Dentetsu) met en service la ligne Inokashira. En 1940, elle est absorbée par la compagnie Odakyū, elle-même englobée peu après au sein de la compagnie Tōkyū.
En 1947, les actionnaires de la Tōkyū décidèrent de créer une nouvelle compagnie à partir des anciennes lignes Keiō et Teito. Le Chemin de fer électrique Keiō-Teito (京王帝都電鉄, Keiō Teito Dentetsu) voit le jour le 1er juin 1948. En 1998, la compagnie devient simplement le Chemin de fer électrique Keiō puis choisit comme nom international Keio Corporation en 2005.

## Lignes
Le réseau se compose de 7 lignes qui s'articulent autour de la ligne Keiō.
| Ligne               | Nom japonais | Terminus                             | Longueur (km) | Écartement (m) | Gares | Carte |
| ------------------- | ------------ | ------------------------------------ | ------------- | -------------- | ----- | ----- |
| Ligne Keiō          | 京王線       | Shinjuku - Keiō-Hachiōji             | 37,9          | 1,372          | 32    |       |
| Ligne Sagamihara    | 相模原線     | Chōfu - Hashimoto                    | 22,6          | 1,372          | 13    |       |
| Ligne Takao         | 高尾線       | Kitano - Takaosanguchi               | 8,6           | 1,372          | 7     |       |
| Ligne Inokashira    | 井の頭線     | Shibuya - Kichijōji                  | 12,7          | 1,067          | 17    |       |
| Ligne nouvelle Keiō | 京王新線     | Shinjuku - Sasazuka                  | 3,6           | 1,372          | 4     |       |
| Ligne Dōbutsuen     | 動物園線     | Takahatafudō - Tama-Dōbutsukōen      | 2,0           | 1,372          | 2     |       |
| Ligne Keibajō       | 競馬場線     | Higashi-Fuchū - Fuchūkeiba-seimommae | 0,9           | 1,372          | 2     |       |

## Matériel roulant

### Écartement 1,372 m

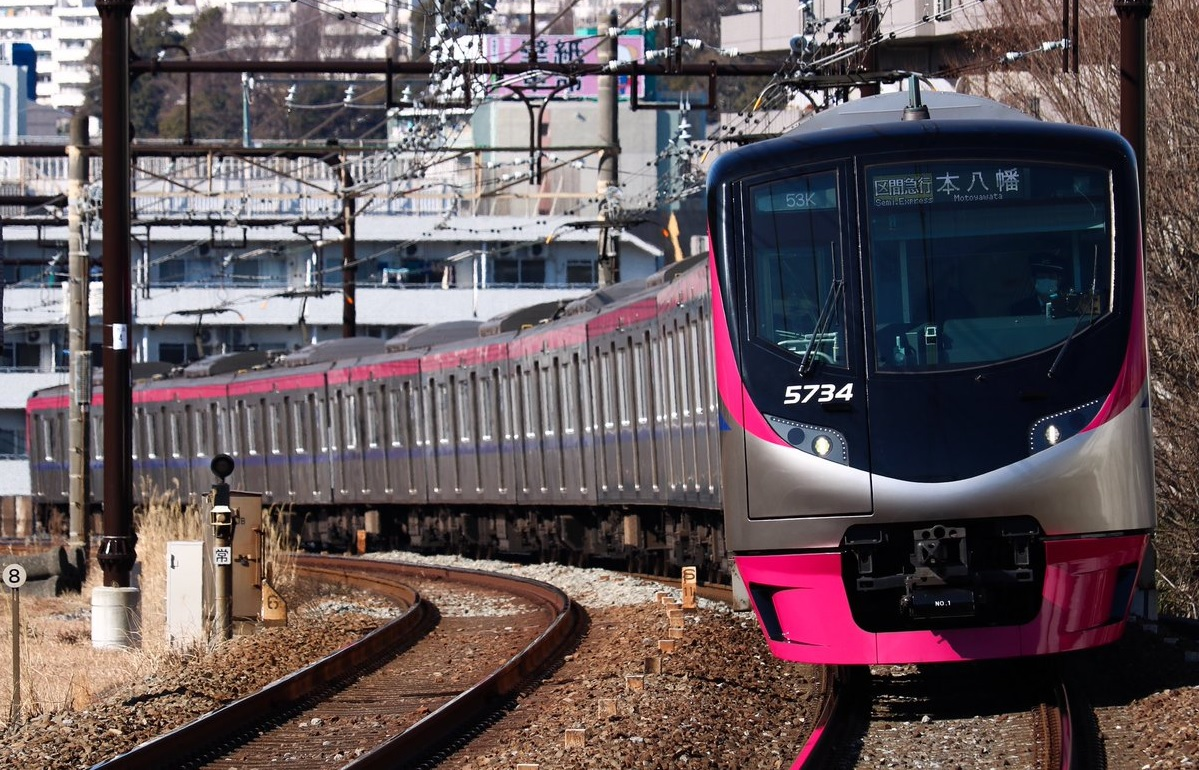
Série 5000
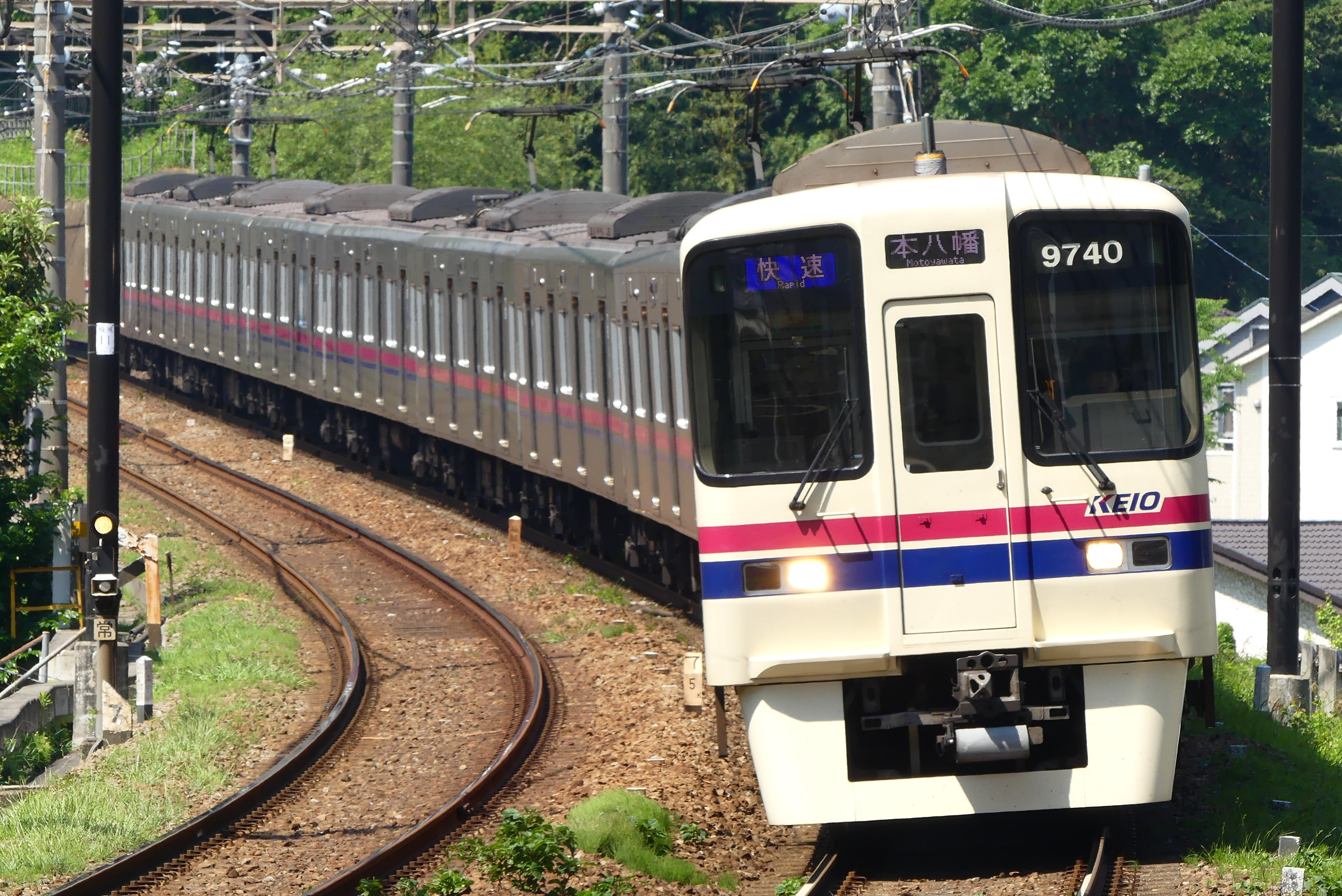
Série 9000
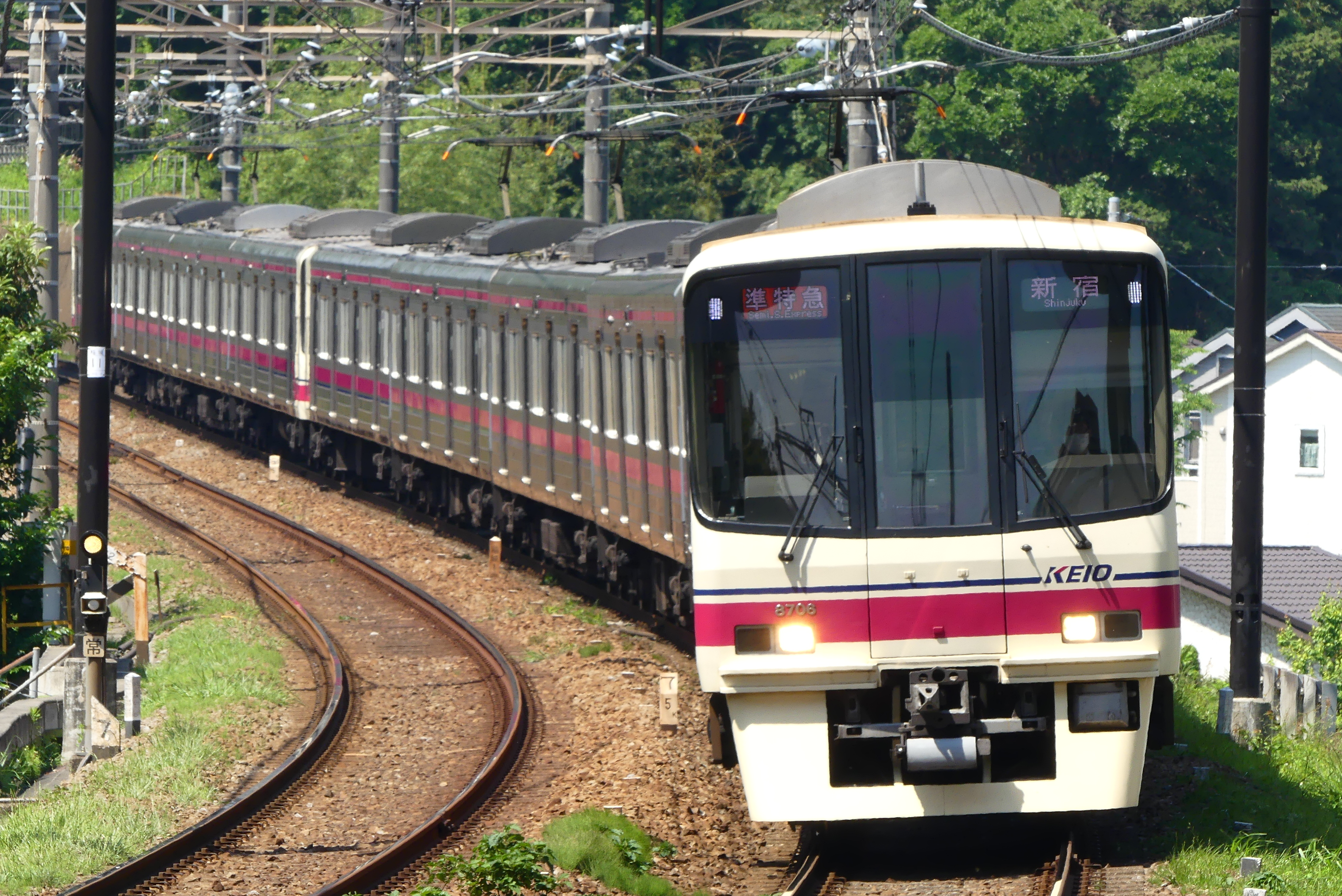
Série 8000
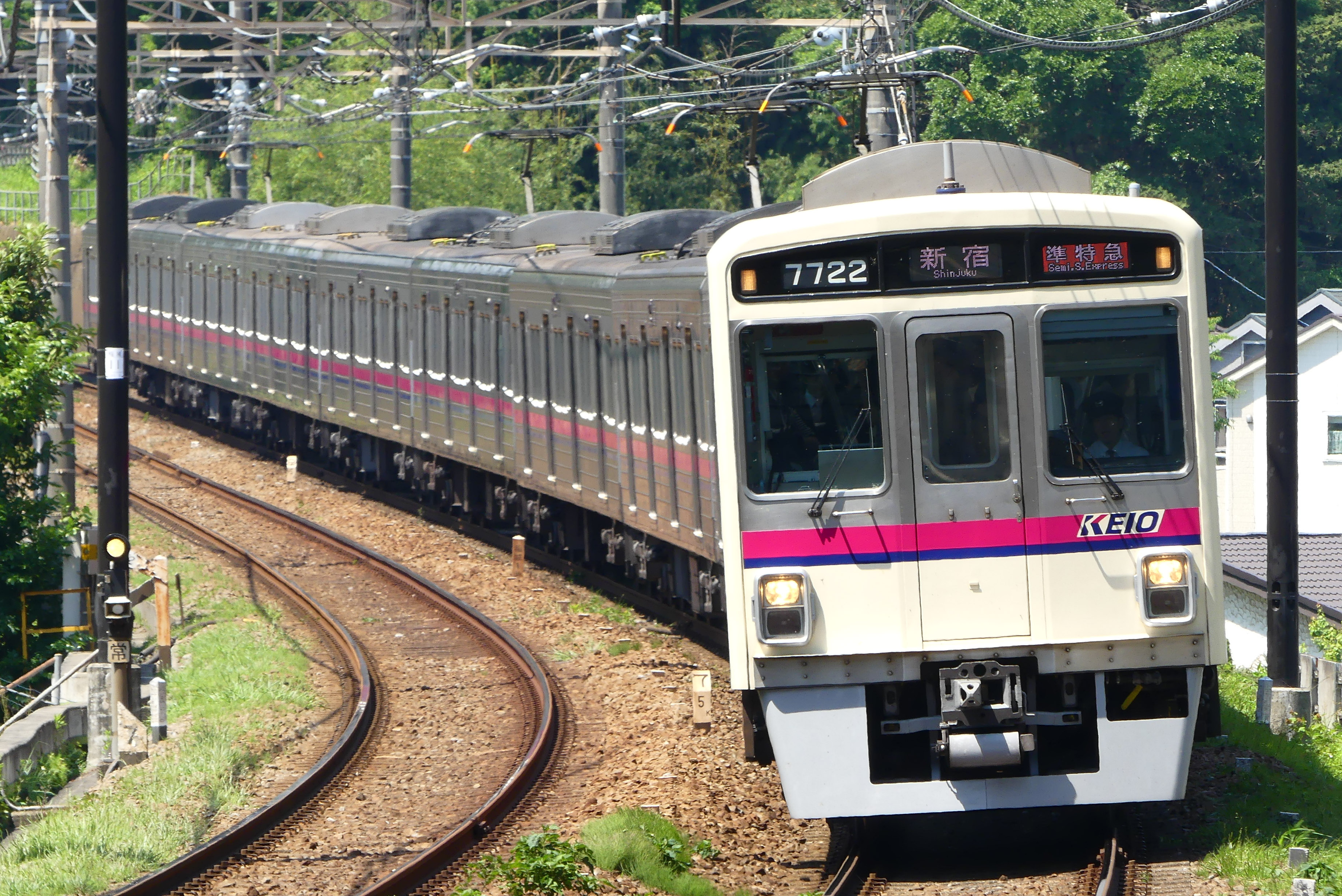
Série 7000

### Écartement 1,067 m

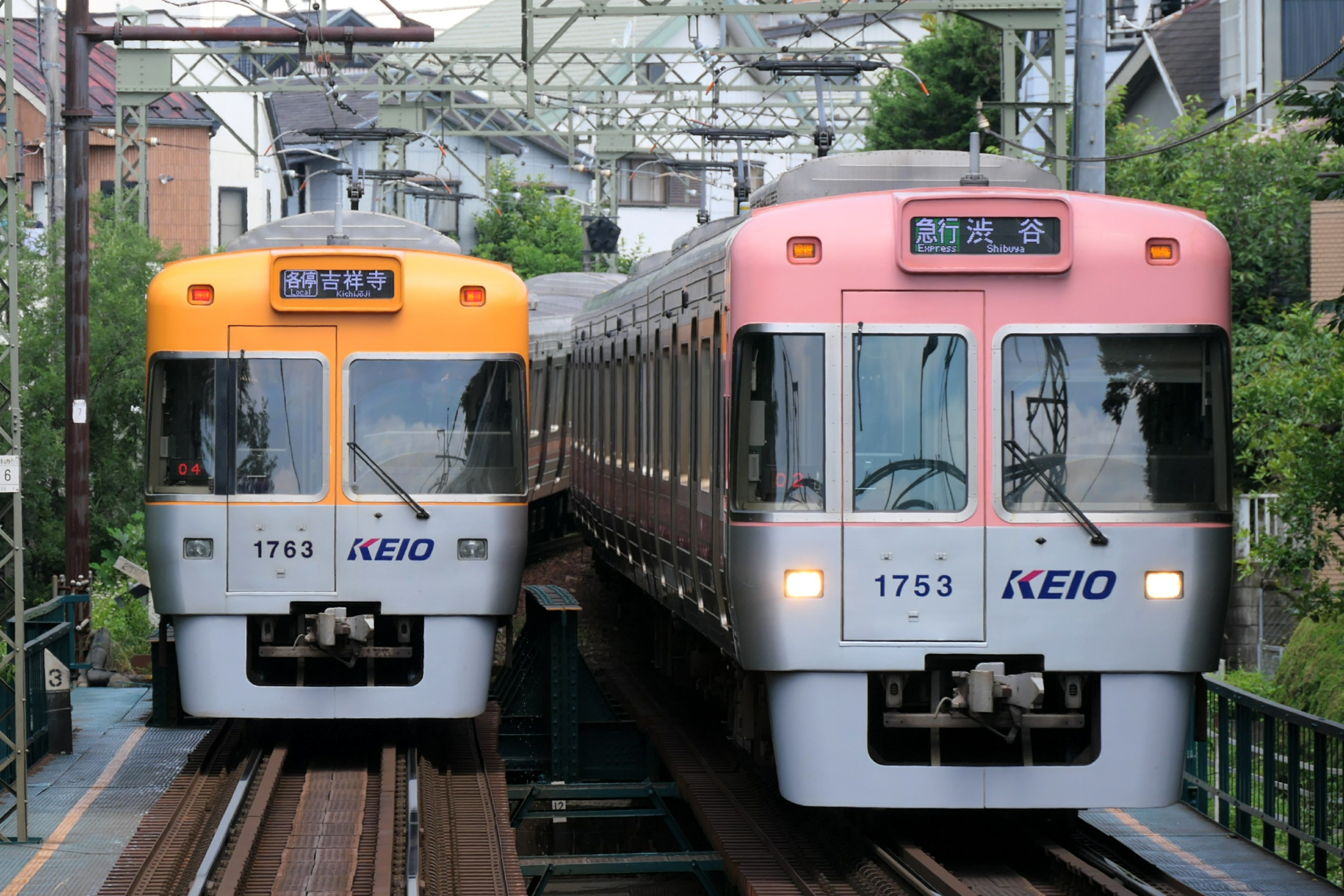
Série 1000

## Musée
La compagnie possède un musée ferroviaire, Keio Rail-Land, situé près de la gare de Tama-Dōbutsukōen à Hino.